# Stenopogon rufibarbis
Stenopogon rufibarbis là một loài ruồi trong họ Asilidae. Stenopogon rufibarbis được Bromley miêu tả năm 1931. Loài này phân bố ở vùng Tân Bắc giới.